# Hetzendorf (Betzenstein)
Hetzendorf ist ein Gemeindeteil der Stadt Betzenstein im Landkreis Bayreuth (Oberfranken, Bayern). Hetzendorf liegt in der Gemarkung Stierberg.

## Geografie
Das Dorf im Norden der Pegnitz-Kuppenalb befindet sich etwa zwei Kilometer südwestlich des Ortszentrums von Betzenstein  auf einer Höhe von 500 m ü. NHN.

## Geschichte
Der Ort wurde 1316 als „Hetzendorf“ erstmals urkundlich erwähnt. Das Bestimmungswort des Ortsnamens ist der Personenname Hezzo.
Mit dem Gemeindeedikt wurde der Ort 1818 ein Bestandteil der Ruralgemeinde Stierberg. Im Zuge der  Gebietsreform in Bayern wurde Hetzendorf zusammen mit der Gemeinde Stierberg am 1. Januar 1972 in die Stadt Betzenstein eingegliedert.

## Verkehr
Die Anbindung an das öffentliche Straßenverkehrsnetz erfolgt durch die Kreisstraße BT 30, die aus Südwesten von Ittling her kommend den Ort durchläuft und nordostwärts nach Betzenstein weiterführt. Eine Auffahrt zur Bundesautobahn 9 ist an der Anschlussstelle Plech etwa fünf Kilometer ostsüdöstlich der Ortschaft  möglich.